# 가쓰렌정
가쓰렌정(일본어: 勝連町)은 일본 오키나와현 나카가미군에 속했던 정이다. 
2005년 4월 1일에, 구시카와시, 이시카와시, 나카가미군 요나시로정과 합병해 우루마시가 되었기 때문에 소멸하였다.

## 지리
오키나와섬 동해안에 내미는 가쓰렌 반도의 남쪽 절반과 4개의 섬(하마히카 섬, 쓰가타 섬의 유인도와 우키하라 섬, 미나미우키하라 섬의 무인도)으로 구성된다.하마히카 섬은 요나조 정의 헤이안자 섬과 하마히카 대교에 의해 연결되어 있다.북쪽은 요나조 정에 접하고 남쪽은 나카조 만에 접해 있다.

## 역사
- 1908년 4월 1일 - 도서정촌제 시행으로 가쓰렌촌이 성립하였다.
- 1980년 4월 1일 - 정으로 승격해 가쓰렌정이 되었다.
- 2005년 4월 1일 - 구시카와시, 이시카와시, 나카가미군 요나시로정과 합병해 우루마시가 되어 소멸하였다.

## 교통

### 도로
- 오키나와현도 제8호선
- 오키나와현도 제10호선
- 오키나와현도 제16호선
- 오키나와현도 제37호선
- 오키나와현도 제238호선
- 오키나와현도 제239호선